# Levetiracetam
Il  levetiracetam  è una molecola, un derivato pirrolidonico, strutturalmente simile al farmaco nootropico piracetam. Chimicamente è l'S-enantiomero dell'a-etil-2-oxo-1-pirrolidin acetamide, ed è utilizzata per il trattamento delle forme parziali di crisi epilettiche. In Italia il farmaco è venduto dalla società farmaceutica UCB Pharma con il nome commerciale di Keppra nella forma farmaceutica di compresse da 250, 500, 750 e 1000 mg, oltre che come soluzione orale (100 mg/ml) e soluzione per infusione. È disponibile anche come farmaco generico.

## Farmacodinamica
Il meccanismo d'azione di levetiracetam non è ancora completamente chiarito. Il farmaco agisce sui livelli di Ca++ dei neuroni riducendo il rilascio del catione dai siti intraneuronali di deposito. Inoltre si lega ad uno specifico sito nel tessuto cerebrale, cioè alla proteina SV2A della vescicola sinaptica coinvolta nel rilascio dei neurotrasmettitori chimici provenienti dalle cellule nervose. L'inibizione dei canali del calcio presinaptici si ritiene impedisca la conduzione dell'impulso attraverso la sinapsi e comporti una stabilizzazione dell'attività elettrica nel cervello, prevenendo così le crisi convulsive.

## Farmacocinetica
Levetiracetam dopo somministrazione orale è assorbito in modo pressoché completo dal tratto gastrointestinale. La biodisponibilità è maggiore del 95%. La concentrazione plasmatica massima (Cmax) è raggiunta dopo poco più di un'ora dall'assunzione.
Levetiracetam ed il suo metabolita principale si legano minimamente alle proteine plasmatiche (legame inferiore al 10%). Il 24% circa di una dose assunta è idrolizzato nel gruppo acetamide. Il metabolismo è attuato in numerosi tessuti, comprese le cellule ematiche. Sono stati identificati anche due metaboliti minori.
Levetiracetam a livello epatico non inibisce l'attività del citocromo P450 nelle sue principali isoforme (CYP3A4, 2A6, 2C9, 2C19, 2D6, 2E1 e 1A2) e neppure l'attività della glucuronil transferasi (UGT1A1 e UGT1A6). L'emivita del farmaco è compresa tra le 6 e le 8 ore.
Il farmaco è eliminato principalmente per via urinaria: circa il 93% di una dose somministrata viene escreta nell'arco di 48 ore. L'eliminazione fecale è minima (circa lo 0,3%).
Nel soggetto anziano l'emivita tende ad aumentare probabilmente per la ridotta funzionalità renale tipica di questa popolazione.
Nei soggetti con insufficienza renale di grado moderato e grave l'emivita risulta prolungata ed il dosaggio giornaliero deve essere aggiustato basandosi sulla clearance della creatinina.

## Usi clinici
Levetiracetam viene utilizzato in monoterapia nella terapia delle crisi ad esordio parziale, con o senza secondaria generalizzazione. Con altri principi attivi viene usato nel trattamento delle crisi miocloniche, sia in soggetti adulti che in adolescenti con più di 12 anni di età affetti da epilessia mioclonica giovanile.
Sia negli adulti che negli adolescenti il farmaco è utilizzato anche nella terapia delle crisi tonico-cloniche generalizzate.
Levetiracetam sembra avere una certa efficacia anche per altri disturbi di tipo neurologico come la malattia di Alzheimer, ed è stato utilizzato anche nel trattamento della sindrome di Tourette. Tuttavia una review del 2010 segnalava che levetiracetam per il trattamento dei tic in soggetti affetti da sindrome di Tourette era sostanzialmente inefficace. Inoltre il farmaco è gravato da effetti avversi di tipo 'comportamentale' che ne rendono problematico l'utilizzo in questa popolazione di pazienti. Pertanto allo stato non è stato ancora chiaramente compreso se levetiracetam sia effettivamente utile e quale il suo profilo di rischio-beneficio in queste condizioni.

## Effetti collaterali ed indesiderati
Levetiracetam è tendenzialmente ben tollerato, ma può causare con una certa frequenza vertigini, sonnolenza, astenia ed affaticamento, cefalea, dispepsia, perdita di appetito, nausea, vomito, diarrea, dolore addominale, atassia, depressione, nervosismo, irritabilità, aggressività, ansia, insonnia.
Effetti avversi più gravi includono idee suicide, disturbi psicotici, allucinazioni, coreoatetosi, discinesia, ipercinesia.
Sembra che l'aggiunta di piridossina (vitamina B6) al trattamento possa ridurre alcuni dei sintomi psichiatrici.

## Controindicazioni
Sconsigliato in soggetti con insufficienza epatica e renale, da evitare in caso di gravidanza e allattamento.